# Campeonato de Primera D 2005-06
El Campeonato de Primera D 2005-06 fue la quincuagésima sexta edición del torneo. Se disputó desde el 30 de julio de 2005 hasta el 28 de mayo de 2006.
Los nuevos participantes fueron: Atlas, que volvió de la desafiliación y el descendido de la Primera C, Ituzaingó. El torneo estuvo conformado por 18 equipos, que jugaron dos torneos de 17 fechas cada uno: el Torneo Apertura y el Torneo Clausura.
El campeón del Apertura fue Ituzaingó con 37 puntos. El campeón del Clausura fue Liniers con 40 puntos. Ambos disputaron la final por el ascenso, la cual fue ganada por Ituzaingó, que obtuvo de esta manera el ascenso directo. El ganador del torneo reducido fue Leandro N. Alem, que luego perdió en la Promoción frente a Villa San Carlos, y no pudo obtener el ascenso a la Primera C.
El torneo determinó, además, el descenso y la desafiliación por una temporada de Muñiz.

## Ascensos y descensos
| Promedio | Desafiliado de la Primera D 2004-05 |
| -------- | ----------------------------------- |
| 18.º     | Centro Español                      |

| Reafiliado |
| ---------- |
| Atlas      |

| Posición | Ascendido a la Primera C 2005-06 |
| -------- | -------------------------------- |
| Campeón  | Fénix                            |

| Promedio | Descendido de la Primera C 2004-05 |
| -------- | ---------------------------------- |
| 20.º     | Ituzaingó                          |

## Equipos
| Equipo              | Ciudad             | Estadio                                | Capacidad |
| ------------------- | ------------------ | -------------------------------------- | --------- |
| Atlas               | General Rodríguez  | Ricardo Puga                           | 2500      |
| Berazategui         | Berazategui        | Norman Lee                             | 5500      |
| Central Ballester   | General San Martín | Ricardo Puga Monumental de Villa Lynch | 2500 1000 |
| Claypole            | Claypole           | Rodolfo Vicente Capocasa               | 1000      |
| Defensores Unidos   | Zárate             | Gigante de Villa Fox                   | 6000      |
| Deportivo Paraguayo | Buenos Aires       | Juan Antonio Arias                     | 2950      |
| Deportivo Riestra   | Buenos Aires       | Guillermo Laza                         | 3000      |
| Ferrocarril Urquiza | Villa Lynch        | Monumental de Villa Lynch              | 1000      |
| Ituzaingó           | Ituzaingó          | Carlos Sacaan                          | 3500      |
| Juventud Unida      | San Miguel         | Néstor Bedgni                          | 3200      |
| Leandro N. Alem     | General Rodríguez  | Leandro N. Alem                        | 4000      |
| Liniers             | San Justo          | Juan Antonio Arias                     | 3000      |
| Lugano              | Tapiales           | José María Moraños                     | 1500      |
| Midland             | Libertad           | Ciudad de Libertad                     | 7000      |
| Muñiz               | Muñiz              | Néstor Bedgni                          | 3200      |
| Puerto Nuevo        | Campana            | Rubén Carlos Vallejos                  | 500       |
| Victoriano Arenas   | Valentín Alsina    | Saturnino Moure                        | 1500      |
| Yupanqui            | Buenos Aires       | Guillermo Laza                         | 3000      |

### Distribución geográfica de los equipos
| Región                                   | Cant. | Equipos |
| ---------------------------------------- | ----- | --- |
| Conurbano bonaerense                     | 11    | Berazategui, Central Ballester, Claypole, Ferrocarril Urquiza, Ituzaingó, Juventud Unida, Liniers, Muñiz, Lugano, Midland y Victoriano Arenas |
| Ciudad de Buenos Aires                   | 3     | Deportivo Paraguayo, Deportivo Riestra y Yupanqui                                                                                             |
| Interior de la provincia de Buenos Aires | 4     | Atlas, Defensores Unidos, Leandro N. Alem y Puerto Nuevo                                                                                      |

## Formato

### Competición
Se disputaron dos torneos: Apertura y Clausura. En cada uno de ellos, los 18 equipos se enfrentaron todos contra todos. Ambos campeonatos se jugaron a una sola rueda. Los partidos disputados en el Torneo Clausura representaron los desquites de los del Torneo Apertura, invirtiendo la localía.

### Ascensos
Los campeones de ambos torneos se enfrentaron en una final por el primer ascenso, a doble partido. El vencedor de la misma se consagró campeón de la temporada y ascendió directamente a la Primera C (Argentina). El equipo que perdió clasificó a la final por un lugar en la promoción ante el ganador del Torneo Reducido.
Los cuatro equipos que, al finalizar la temporada, hubieran obtenido la mayor cantidad de puntos (excluyendo a los dos campeones) clasificaron al Torneo Reducido. El ganador del mismo disputó una serie ante el perdedor de la final por el ascenso directo cuyo vencedor disputó la promoción contra un equipo de la Primera C (Argentina).

### Descensos
Al final de la temporada, el equipo con el peor promedio fue suspendido en su afiliación por un año.

## Torneo Apertura
|  |     | Equipo              | Pts | PJ | G  | E  | P | GF | GC | Dif |
|  | --- | ------------------- | --- | -- | -- | -- | - | -- | -- | --- |
|  | 1.  | Ituzaingó           | 37  | 17 | 11 | 4  | 2 | 23 | 9  | 14  |
|  | 2.  | Leandro N. Alem     | 35  | 17 | 10 | 5  | 2 | 22 | 7  | 15  |
|  | 3.  | Berazategui         | 32  | 17 | 9  | 5  | 3 | 30 | 15 | 15  |
|  | 4.  | Claypole            | 30  | 17 | 9  | 3  | 5 | 21 | 14 | 7   |
|  | 5.  | Atlas               | 27  | 17 | 8  | 3  | 6 | 27 | 21 | 6   |
|  | 6.  | Liniers             | 27  | 17 | 8  | 3  | 6 | 15 | 15 | 0   |
|  | 7.  | Midland             | 23  | 17 | 6  | 5  | 6 | 12 | 16 | -4  |
|  | 8.  | Defensores Unidos   | 22  | 17 | 4  | 10 | 3 | 25 | 25 | 10  |
|  | 9.  | Juventud Unida      | 21  | 17 | 6  | 3  | 8 | 13 | 16 | -3  |
|  | 10. | Muñiz               | 20  | 17 | 5  | 5  | 7 | 13 | 15 | -2  |
|  | 11. | Deportivo Riestra   | 20  | 17 | 5  | 5  | 7 | 18 | 22 | -4  |
|  | 12. | Central Ballester   | 20  | 17 | 5  | 5  | 7 | 21 | 26 | -5  |
|  | 13. | Ferrocarril Urquiza | 20  | 17 | 6  | 2  | 9 | 18 | 26 | -8  |
|  | 14. | Victoriano Arenas   | 19  | 17 | 5  | 4  | 8 | 18 | 19 | -1  |
|  | 15. | Deportivo Paraguayo | 18  | 17 | 4  | 6  | 7 | 15 | 17 | -2  |
|  | 16. | Lugano              | 16  | 17 | 3  | 7  | 7 | 16 | 27 | -11 |
|  | 17. | Puerto Nuevo        | 15  | 17 | 3  | 6  | 8 | 18 | 27 | -9  |
|  | 18. | Yupanqui            | 13  | 17 | 2  | 7  | 8 | 10 | 18 | -8  |

|  | Se consagró campeón y clasificó a la final por el primer ascenso |

## Torneo Clausura
|  |     | Equipo              | Pts | PJ | G  | E | P  | GF | GC | Dif |
|  | --- | ------------------- | --- | -- | -- | - | -- | -- | -- | --- |
|  | 1.  | Liniers             | 40  | 17 | 12 | 4 | 1  | 37 | 9  | 28  |
|  | 2.  | Berazategui         | 36  | 17 | 10 | 6 | 1  | 42 | 14 | 28  |
|  | 3.  | Defensores Unidos   | 36  | 17 | 11 | 3 | 3  | 29 | 20 | 9   |
|  | 4.  | Ituzaingó           | 31  | 17 | 9  | 4 | 4  | 22 | 15 | 7   |
|  | 5.  | Atlas               | 29  | 17 | 8  | 5 | 4  | 22 | 14 | 8   |
|  | 6.  | Leandro N. Alem     | 27  | 17 | 7  | 6 | 4  | 23 | 15 | 8   |
|  | 7.  | Juventud Unida      | 26  | 17 | 8  | 2 | 7  | 28 | 19 | 9   |
|  | 8.  | Victoriano Arenas   | 25  | 17 | 7  | 4 | 6  | 27 | 20 | 7   |
|  | 9.  | Ferrocarril Urquiza | 22  | 17 | 7  | 1 | 9  | 20 | 27 | -7  |
|  | 10. | Deportivo Riestra   | 20  | 17 | 5  | 5 | 7  | 19 | 21 | -2  |
|  | 11. | Central Ballester   | 20  | 17 | 6  | 2 | 9  | 24 | 30 | -6  |
|  | 12. | Deportivo Paraguayo | 19  | 17 | 5  | 4 | 8  | 20 | 28 | -8  |
|  | 13. | Muñiz               | 19  | 17 | 5  | 4 | 8  | 19 | 27 | -8  |
|  | 14. | Midland             | 18  | 17 | 4  | 6 | 7  | 18 | 24 | -6  |
|  | 15. | Claypole            | 17  | 17 | 4  | 5 | 8  | 17 | 25 | -8  |
|  | 16. | Lugano              | 16  | 17 | 4  | 4 | 9  | 15 | 27 | -12 |
|  | 17. | Puerto Nuevo        | 13  | 17 | 3  | 4 | 10 | 19 | 39 | -20 |
|  | 18. | Yupanqui            | 8   | 17 | 1  | 5 | 11 | 18 | 45 | -27 |

|  | Se consagró campeón y clasificó a la final por el primer ascenso |

## Tabla de posiciones final del campeonato
|  |     | Equipo              | Pts | PJ | G  | E  | P  | GF | GC | Dif |
|  | --- | ------------------- | --- | -- | -- | -- | -- | -- | -- | --- |
|  | 1.  | Berazategui         | 68  | 34 | 19 | 11 | 4  | 72 | 29 | 43  |
|  | 2.  | Ituzaingó           | 68  | 34 | 20 | 8  | 6  | 45 | 24 | 21  |
|  | 3.  | Liniers             | 67  | 34 | 20 | 7  | 7  | 52 | 24 | 28  |
|  | 4.  | Leandro N. Alem     | 62  | 34 | 17 | 11 | 6  | 45 | 22 | 23  |
|  | 5.  | Defensores Unidos   | 58  | 34 | 15 | 13 | 6  | 54 | 45 | 9   |
|  | 6.  | Atlas               | 56  | 34 | 16 | 8  | 10 | 49 | 35 | 14  |
|  | 7.  | Juventud Unida      | 47  | 34 | 14 | 5  | 15 | 41 | 35 | 6   |
|  | 8.  | Claypole            | 47  | 34 | 13 | 8  | 13 | 38 | 39 | -1  |
|  | 9.  | Victoriano Arenas   | 44  | 34 | 12 | 8  | 14 | 45 | 39 | 14  |
|  | 10. | Ferrocarril Urquiza | 42  | 34 | 13 | 3  | 18 | 38 | 53 | -15 |
|  | 11. | Midland             | 41  | 34 | 10 | 11 | 13 | 30 | 40 | -10 |
|  | 12. | Deportivo Riestra   | 40  | 34 | 10 | 10 | 14 | 37 | 43 | -6  |
|  | 13. | Central Ballester   | 40  | 34 | 11 | 7  | 16 | 45 | 56 | -11 |
|  | 14. | Muñiz               | 39  | 34 | 10 | 9  | 15 | 32 | 42 | -10 |
|  | 15. | Deportivo Paraguayo | 37  | 34 | 9  | 10 | 15 | 35 | 45 | -10 |
|  | 16. | Lugano              | 32  | 34 | 7  | 11 | 16 | 31 | 54 | -23 |
|  | 17. | Puerto Nuevo        | 28  | 34 | 6  | 10 | 18 | 37 | 66 | -29 |
|  | 18. | Yupanqui            | 21  | 34 | 3  | 12 | 19 | 28 | 63 | -35 |

|  |                                                                                         |
|  | Campeones de los torneos Apertura y Clausura. Disputaron la final por el primer ascenso |
|  | Clasificados al Torneo Reducido por una promoción con un equipo de la Primera C         |

## Final por el ascenso directo
Se jugó a doble partido entre el campeón del Torneo Apertura, Ituzaingó, que hizo de local en el partido de vuelta, y el campeón del Torneo Clausura, Liniers, que disputó como local el partido de ida.
El primer choque se jugó el 30 de abril en el estadio Fragata Presidente Sarmiento y finalizó con un empate por 1 a 1. La revancha se disputó el 6 de mayo en el Estadio Francisco Urbano y también el resultado fue un empate 1-1. El ascenso se definió entonces a través de tiros desde el punto penal en los cuales Ituzaingó resultó victorioso por 4 a 3. De esta manera, al obtener el triunfo en la serie el equipo de la ciudad homónima obtuvo el ascenso a la Primera C.
Liniers, por su parte, clasificó de modo directo a la final del Torneo Reducido por una promoción con un equipo de la Primera C.
| 30 de abril de 2006 | Liniers         | 1:1 | Ituzaingó       | Estadio Fragata Presidente Sarmiento, Isidro Casanova |  |
|                     | Roberto Cardozo |     | Héctor Amarilla |                                                       |  |

| 7 de mayo de 2006 | Ituzaingó                                                                                 | 1:1 (t. s.)(4:3 p.)        | Liniers                                                                             | Estadio Francisco Urbano, Morón |  |
|                   | Marcos Zampini                                                                            |                            | Walter Negretti                                                                     |                                 |  |
|                   |                                                                                           | Tiros desde el punto penal |                                                                                     |                                 |  |
|                   | Leonel Grabre · Cristian Argentino · Fernando Martínez · Oscar Ibañez · Sergio Sanfilippo |                            | Lucas Vallejos · Damián Bevcar · Walter Negretti · Roberto Cardozo · Silvio Fuentes |                                 |  |

## Tabla de Promedios
| Pos | Equipo              | PJ | 2003-04 | 2004-05 | 2005-06 | Pts | Promedio |
| --- | ------------------- | -- | ------- | ------- | ------- | --- | -------- |
| 1º  | Ituzaingó           | 34 | -       | -       | 68      | 68  | 2,000    |
| 2º  | Liniers             | 63 | -       | 56      | 67      | 123 | 1,952    |
| 3º  | Berazategui         | 88 | 56      | 43      | 68      | 167 | 1,898    |
| 4º  | Leandro N. Alem     | 88 | 56      | 46      | 62      | 164 | 1,864    |
| 5º  | Defensores Unidos   | 88 | 45      | 46      | 58      | 149 | 1,693    |
| 6º  | Atlas               | 34 | -       | -       | 56      | 56  | 1,647    |
| 7º  | Victoriano Arenas   | 88 | 48      | 41      | 44      | 133 | 1,511    |
| 8º  | Ferrocarril Urquiza | 88 | 28      | 42      | 42      | 112 | 1,273    |
| 9º  | Central Ballester   | 88 | 33      | 34      | 40      | 107 | 1,216    |
| 10º | Midland             | 88 | 37      | 28      | 41      | 106 | 1,205    |
| 11º | Puerto Nuevo        | 88 | 38      | 40      | 28      | 106 | 1,205    |
| 12º | Claypole            | 88 | 20      | 35      | 47      | 102 | 1,159    |
| 13º | Yupanqui            | 88 | 46      | 32      | 21      | 99  | 1,125    |
| 14º | Atlético Lugano     | 88 | 37      | 28      | 32      | 97  | 1,102    |
| 15º | Deportivo Paraguayo | 61 | -       | 30      | 37      | 67  | 1,098    |
| 16º | Juventud Unida      | 88 | 29      | 20      | 47      | 96  | 1,091    |
| 17º | Deportivo Riestra   | 88 | 30      | 24      | 40      | 94  | 1,068    |
| 18º | Muñiz               | 88 | 25      | 29      | 39      | 93  | 1,057    |

|  | Desafiliado por una temporada. |

## Reducido
|  | Primera Fase             | Primera Fase             | Primera Fase             |   |             | Segunda Fase             | Segunda Fase             | Segunda Fase             |  |
|  | 29 de abril al 6 de mayo | 29 de abril al 6 de mayo | 29 de abril al 6 de mayo |   |             | 14 de mayo al 20 de mayo | 14 de mayo al 20 de mayo | 14 de mayo al 20 de mayo |  |
|  |                          |                          |                          |   |             |                          |                          |                          |  |
|  |                          |                          |                          |   |             |                          |                          |                          |  |
|  | Berazategui              | 2                        | 2                        |   |             |                          |                          |                          |  |
|  | Berazategui              | 2                        | 2                        |   |             |                          |                          |                          |  |
|  | Atlas                    | 0                        | 1                        |   |             |                          |                          |                          |  |
|  | Atlas                    | 0                        | 1                        |   | Berazategui | 0                        | 0                        |                          |  |
|  |                          |                          |                          |   | Berazategui | 0                        | 0                        |                          |  |
|  |                          |                          | Leandro N. Alem          | 1 | 1           |                          |                          |                          |  |
|  | Leandro N. Alem          | 2                        | Leandro N. Alem          | 1 | 1           | 1                        |                          |                          |  |
|  | Leandro N. Alem          | 2                        |                          |   |             | 1                        |                          |                          |  |
|  | Defensores Unidos        | 1                        | 0                        |   |             |                          |                          |                          |  |
|  | Defensores Unidos        | 1                        | 0                        |   |             |                          |                          |                          |  |
|  |                          |                          |                          |   |             |                          |                          |                          |  |

## Final por un lugar en la Promoción
Fue disputada por el ganador del reducido, Leandro N. Alem, y el perdedor de la final por el ascenso, Liniers, que había sido campeón del Torneo Clausura. El ganador accedió a jugar la promoción contra un equipo de la Primera C por un lugar en dicha categoría.
| Leandro N. Alem                                                                    | 3 - 1 | Liniers         | Argentino de Merlo           | 25 de mayo |
| Liniers                                                                            | 2 - 1 | Leandro N. Alem | Fragata Presidente Sarmiento | 28 de mayo |
| Global: 4 - 3. Leandro N. Alem jugará la promoción ante un equipo de la Primera C. |       |                 |                              |            |

## Promoción

### Primera D-Primera C
Esta promoción se definió entre Villa San Carlos (penúltimo del promedio de la Primera C) y el ganador de la final entre el campeón del reducido de la Primera D y el perdedor de la final por el ascenso, Leandro N. Alem y se jugó en partidos de ida y vuelta. Leandro N. Alem hizo de local en el primer partido de la llave, mientras que Villa San Carlos jugó de local, en el partido de vuelta de la llave.
| Leandro N. Alem | 1 - 1 | Villa San Carlos | Estadio Argentino de Merlo | 1 de junio |
| Villa San Carlos | 1 - 1 | Leandro N. Alem  | Estadio Único de La Plata  | 4 de junio |
| Global: 2 - 2. Villa San Carlos mantuvo la categoría por ventaja deportiva. Leandro N. Alem continúa en la Primera D. |       |                  |                            |            |